# Taivaleria
Taivaleria là một chi bướm đêm thuộc họ Noctuidae.

## Loài
- Taivaleria rubrifasciata Hreblay & Ronkay, 2000